# Liste der Naturschutzgebiete im Landkreis Goslar
Im Landkreis Goslar gibt es 22 Naturschutzgebiete (Stand Februar 2017).
| Name des Gebietes                     | Bild           | Kennung | WDPA   | Landkreis / Stadt                                          | Beschreibung / Bemerkungen | Standort | Fläche in Hektar | Jahr der Verordnung |
| ------------------------------------- | -------------- | ------- | ------ | ---------------------------------------------------------- | -------------------------- | -------- | ---------------- | ------------------- |
| Appelhorn                             | weitere Bilder | BR 141  | 389575 | Landkreis Goslar                                           |                            | Position | 245,21           | 2008                |
| Bachtäler im Oberharz um Braunlage    | weitere Bilder | BR 081  | 162319 | Landkreis Goslar                                           |                            | Position | 385,12           | 1989                |
| Bärenbachstal                         |                | BR 064  | 162339 | Landkreis Goslar                                           |                            | Position | 4,47             | 1984                |
| Barley                                | weitere Bilder | BR 066  | 162386 | Landkreis Goslar                                           |                            | Position | 19,28            | 2008                |
| Bergwiesen bei St. Andreasberg        | weitere Bilder | BR 095  | 162388 | Landkreis Goslar                                           |                            | Position | 215,29           | 1992                |
| Bergwiesengesellschaften bei Hohegeiß |                | BR 055  | 162389 | Landkreis Goslar                                           |                            | Position | 16,13            | 1983                |
| Blockschutthalden am Rammelsberg      | weitere Bilder | BR 058  | 81425  | Landkreis Goslar                                           |                            | Position | 16,55            | 1983                |
| Butterberggelände                     |                | BR 004  | 81496  | Landkreis Goslar                                           |                            | Position | 5,86             | 1952                |
| Johanneser Bergwiesen                 |                | BR 111  | 163951 | Landkreis Goslar                                           |                            | Position | 11,36            | 1991                |
| Mittleres Innerstetal mit Kanstein    | weitere Bilder | BR 131  | 389624 | Landkreis Goslar, Stadt Salzgitter, Landkreis Wolfenbüttel |                            | Position | 555,78           | 2008                |
| Oberharz                              | weitere Bilder | BR 006  | 1538   | Landkreis Goslar                                           |                            | Position | 163,86           | 1954                |
| Okertal                               | weitere Bilder | BR 043  | 82281  | Landkreis Goslar, Landkreis Wolfenbüttel                   |                            | Position | 233,59           | 1982                |
| Okertal südlich Vienenburg            | weitere Bilder | BR 127  | 378335 | Landkreis Goslar                                           |                            | Position | 205,49           | 2007                |
| Osterfelder Tongruben                 | weitere Bilder | BR 091  | 164956 | Landkreis Goslar                                           |                            | Position | 3,31             | 1989                |
| Östlicher Langenberg                  | weitere Bilder | BR 083  | 164966 | Landkreis Goslar                                           |                            | Position | 29,14            | 1987                |
| Pöbbeckenmühle                        | weitere Bilder | BR 056  | 82337  | Landkreis Goslar                                           |                            | Position | 6,38             | 1983                |
| Schlackenhalde Bredelem               | weitere Bilder | BR 009  | 82522  | Landkreis Goslar                                           |                            | Position | 2,22             | 1976                |
| Siebertal                             | weitere Bilder | BR 105  | 64701  | Landkreis Göttingen, Landkreis Goslar                      |                            | Position | 687,17           | 1992                |
| Silberhohl                            | weitere Bilder | BR 013  | 82590  | Landkreis Goslar                                           |                            | Position | 2,53             | 1977                |
| Tönneckenkopf – Röseckenbach          | weitere Bilder | BR 045  | 82727  | Landkreis Goslar                                           |                            | Position | 20,15            | 1988                |
| Vienenburger Kiesteiche               | weitere Bilder | BR 019  | 82783  | Landkreis Goslar                                           |                            | Position | 25,60            | 1979                |
| Wurmberg                              | weitere Bilder | BR 140  | 378384 | Landkreis Goslar                                           |                            | Position | 183,80           | 2006                |